# Acropoma japonicum
Acropoma japonicum és una espècie de peix pertanyent a la família dels acropomàtids present des de l'Àfrica oriental
fins al Japó
i el nord d'Austràlia,
incloent-hi el mar d'Arafura.
Pot arribar a fer 20 cm de llargària màxima. Té el cos moderadament allargat i comprimit, 9 espines i 10 radis tous a l'aleta dorsal i 3 espines i 7 radis tous a l'anal i les Escates grans. Té dos òrgans lluminosos que s'estenen longitudinalment en el múscul abdominal des del tòrax fins una mica més enllà de l'anus i s'uneixen entre si en les extremitats anteriors.
És un peix marí i batidemersal que viu entre 100 i 500 m de fondària i entre les latituds 36°N-37°S i 21°E-154°W.
És inofensiu per als humans i es comercialitza fresc o en forma de farina de peix.